# Podospora tetraspora
Podospora tetraspora är en svampart som först beskrevs av Georg Winter, och fick sitt nu gällande namn av Cain 1962. Podospora tetraspora ingår i släktet Podospora och familjen Lasiosphaeriaceae.   Inga underarter finns listade i Catalogue of Life.
I den svenska databasen Dyntaxa används istället namnet Schizothecium tetrasporum för samma taxon.  Arten är reproducerande i Sverige.